# 치노녀 추쿠
치노녀 추쿠(Chinonye Chukwu, 1985년 5월 19일 ~ )는 나이지리아, 미국의 영화 감독, 영화 각본가이다.

## 작품 목록
- 알래스카랜드 (2012)
- 클레먼시 (2019)
- 틸 (2022)